# Kromme Palmstraat
Kromme Palmstraat is een straat in Amsterdam-Centrum.
De straat ligt als een haak in de driehoek die ontstond tussen de Brouwergracht, Lijnbaansgracht en Palmgracht (sinds 1895 geen gracht meer). Het ligt in de noordelijkste punt van de wijk Jordaan.
Het straatje dateert uit dezelfde tijd als de naastgelegen Driehoekstraat. Alhoewel stammend uit de 17e eeuw staat hier geen enkel gemeentelijk monument of rijksmonument. Huisnummering loopt op van 2 tot en met 18 en van 5 tot en met 9.
De straat van zestig meter is slechts vier meter breed en is deels geschikt voor personenauto’’s, maar al te lange auto’s lopen vast in de knik.

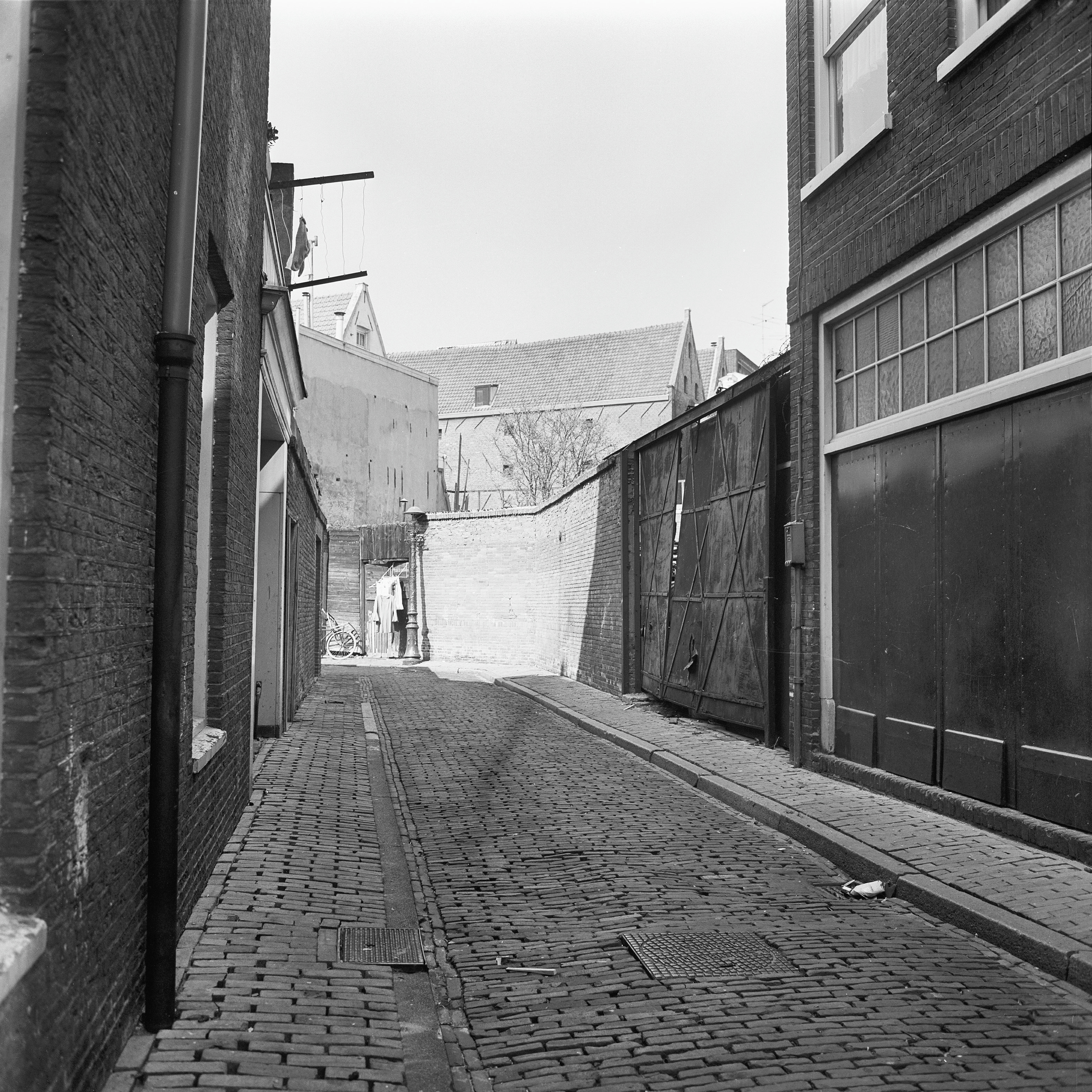
Dezelfde knik in 1974